# كارلوس موزير
كارلوس موزير (بالبرتغالية: José Carlos Nepomuceno Mozer) ولد 19 سبتمبر 1960 في ريو دي جانيرو، هو لاعب كرة قدم برازيلي سابق كان يلعب كمدافع. شارك كارلوس مع منتخب بلاده في عدة بطولات من بينها بطولة كأس العالم لكرة القدم 1998. لعب خلال مسيرته 315 مباراة سجل خلالها 23 هدفاً.

## المسيرة الاحترافية

### أندية لعب لها
- نادي فلامنجو
- نادي بنفيكا
- أولمبيك مارسيليا
- كاشيما أنتلرز

## روابط خارجية
- كارلوس موزير على موقع الاتحاد الدولي (مؤرشف)  (الإنجليزية)
- كارلوس موزير على موقع الاتحاد الأوربي (الإنجليزية)
- كارلوس موزير على موقع رابطة كرة القدم اليابانية للمحترفين (اليابانية)
- كارلوس موزير على موقع قاعدة بيانات كرة القدم.إي يو (الإنجليزية)
- كارلوس موزير على موقع ليكيب (الفرنسية)
- كارلوس موزير على موقع ناشيونال فوتبول تيمز (الإنجليزية)
- كارلوس موزير على موقع Soccerbase.com (لاعب) (الإنجليزية)
- كارلوس موزير على موقع Soccerway.com (الإنجليزية)
- كارلوس موزير على موقع عالم كرة القدم.نت (الإنجليزية)